# Zupa pierwotna
Zupa pierwotna, zupa prebiotyczna, zupa organiczna, bulion pierwotny, zupa Ureya – hipotetyczna mieszanina prebiotyczna związków organicznych, która według jednej z teorii dała początek życiu na Ziemi.
W latach 50. XX w. naukowcy zaczęli interesować się początkami życia na Ziemi i zaczęli rozważać różne możliwe sposoby powstania aminokwasów w początkowym okresie istnienia Ziemi. Stanley Miller i Harold C. Urey w 1953 przeprowadzili eksperyment, w którym z mieszaniny wody, metanu, amoniaku oraz wodoru udało im się otrzymać m.in. podstawowe aminokwasy. Dalsze badania wykazały, że prawie wszystkie aminokwasy występujące w białkach mogą powstać z prostych związków węgla i azotu pod warunkiem dostarczenia dostatecznej ilości energii.
Przeprowadzone eksperymenty jednoznacznie pokazują, że w pierwotnej atmosferze, składającej się z podstawowych związków nieorganicznych pod wpływem temperatury, wyładowań atmosferycznych lub promieniowania kosmicznego jest możliwa synteza podstawowych cegiełek życia – związków organicznych, jakimi są aminokwasy.
| praatmosfera                       | źródło energii          | powstające aminokwasy               |
| ---------------------------------- | ----------------------- | ----------------------------------- |
| metan, amoniak, wodór, para wodna  | wyładowanie elektryczne | glicyna, alanina, kwas aminomasłowy |
| metan, amoniak, wodór, siarkowodór | wyładowanie elektryczne | cysteina, metionina i inne          |